# Spirontocaris dalli
Spirontocaris dalli är en kräftdjursart som beskrevs av Mary Jane Rathbun 1902. Spirontocaris dalli ingår i släktet Spirontocaris och familjen Hippolytidae. Inga underarter finns listade i Catalogue of Life.